# Raízes do Brasil
Raízes do Brasil (Racines du Brésil en français) est un livre de l'historien brésilien Sérgio Buarque de Holanda, publié originellement par la livraria José Olympio Editora (pt) en 1936.

## Contexte
Raízes do Brasil  est l’œuvre principale de Sérgio Buarque de Holanda. A peine trois ans auparavant, l'auteur Gilberto Freyre avait révolutionné l'historiographie brésilienne avec son ouvrage Casa grande e Senzala. Le livre Raízes do Brasil va cependant fortement différé de ce dernier. Il vise davantage à faire le lien entre tradition et modernité de la société brésilienne.
Sérgio Buarque de Hollanda côtoyait grand nombre de personnalités ancrées dans le modernisme. Son œuvre Raízes do Brasil est d'ailleurs fortement imprégnée du courant de pensée moderniste. À travers cet ouvrage, l'objectif de Sérgio Buarque de Hollanda est avant tout de défendre l'idée que le Brésil passait d'une société agraire traditionnelle à une société moderne.

## Structure de l'ouvrage
L’œuvre fut rédigée sous la forme d'une longue suite historique divisée en sept parties :
1. Frontières de l'Europe
2. Travail et aventure
3. Hérence rurale
4. Le semeur et le soudeur
5. L'homme cordial
6. Les temps nouveaux
7. Notre révolution

## Résumé
L'objectif de l'auteur est d'analyser l'héritage historique et culturel de la colonisation, et d’événements historiques majeurs comme l'indépendance et le développement industriels, en soulignant leurs impacts sur l'organisation de la société moderne brésilienne. Il s'intéresse notamment à la logique d'organisation colonial du Brésil et la compare avec celle de l'Amérique du Sud sous domination espagnole. Son travail s'intéresse notamment à l'art, la structure familiale, l'implantation des villes, le commerce avec le Portugal, ou encore le multiculturalisme actuel de la société brésilienne.

## Autour de l’œuvre
Un film documentaire du même nom a été tourné en 2004, en hommage au centième anniversaire de Sérgio Buarque de Hollanda. Ce long métrage contient des images d'archive de l'écrivain et des scènes historiques.